# Sydafrikas ambassad i Stockholm
Sydafrikas ambassad i Stockholm (även Sydafrikanska ambassaden) är Sydafrikas beskickning i Sverige. Ambassadör sedan 2015 är Faith Doreen Radebe. Diplomatkoden på beskickningens bilar är AA.

## Fastigheter
Ambassaden är belägen i Det Vita Huset vid Alsnögatan 7, på Södermalm i Stockholm.

## Beskickningschefer
| Namn                        | Period    | Funktion   | Anmärkning |
| --------------------------- | --------- | ---------- | ---------- |
| Sophonia Raphulane Makgetla | 2007–2011 | Ambassadör |            |
| Mandisa Dona Marasha        | 2011–2015 | Ambassadör |            |
| Faith Doreen Radebe         | 2015–idag | Ambassadör |            |